# ジャパン女子オープンテニス
木下グループ ジャパンオープン テニス チャンピオンシップス（Kinoshita Group Japan Open Tennis Championships）は、日本で開催されるテニスの国際大会。大阪の靱テニスセンターを会場としてWTA 250が、東京の有明コロシアム及び有明テニスの森公園を会場としてATP 500（旧楽天オープン）のトーナメントが行われる。
この記事では大阪で開催される女子WTA 250の大会について記述する。男子ATP 500の大会については、ジャパン・オープン・テニス選手権を参照。
2010年代後半は会場が東京や広島に移されていたが、2023年より木下グループが大会特別協賛となり、会場も再び大阪に移された。

## 概要
2009年のWTAツアー再編に伴い、それまでのジャパン・オープン・テニス選手権の女子を分割する形で新設。それまでのジャパンオープン女子の部はITFサーキットシリーズに降格となり、ジャパン女子オープンテニスの前哨戦に位置づけられることになった。歴代優勝者などジャパンオープン女子の部の歴史も引き継がれる。
2014年までは大阪市西区の靱テニスセンターで開催された。なお、大阪でのWTAツアーは1992年から1994年まで開催された「ワールド・レディース」（1994年のみ「アジア女子オープン」）以来15年ぶりとなった。
2013年までは日本ヒューレット・パッカードを冠スポンサーとして、「HP JAPAN WOMEN'S OPEN TENNIS」として開催されていた。
2015年より会場を東京都江東区の有明テニスの森公園に移し、「ジャパン・テニス・ウイークス」の一環として開催することになった。また大会名も「ジャパン女子オープン」から「ジャパンウイメンズオープン」に変更された。2016年は橋本総業が冠スポンサーとなり「橋本総業ジャパンウイメンズオープン」として開催された。
2018年は有明テニスの森が2020年東京オリンピックに向けた改修工事中で、広島市安佐南区の広島広域公園庭球場が会場となった。花キューピット株式会社が冠スポンサーとなり、ジャパンウイメンズオープンテニスチャピオンシップス（略称・花キューピットオープン）として開催された。2019年も広島広域公園庭球場を会場として開催された。
2020年から2022年は新型コロナウイルスの影響により中止。
2023年は先述の通り、9年6大会ぶりに会場が大阪の靱テニスセンターに戻った。

## 歴代優勝者

### シングルス
| 開催地 | 年   | 優勝者                   | 準優勝者                     | 決勝結果         |
| ------ | ---- | ------------------------ | ---------------------------- | ---------------- |
| 大阪   | 2009 | サマンサ・ストーサー     | フランチェスカ・スキアボーネ | 7–5, 6–1         |
| 大阪   | 2010 | タマリネ・タナスガーン   | クルム伊達公子               | 7–5, 6–7, 6–1    |
| 大阪   | 2011 | マリオン・バルトリ       | サマンサ・ストーサー         | 6-3, 6-1         |
| 大阪   | 2012 | ヘザー・ワトソン         | 張凱貞                       | 7–5, 5–7, 7–6(4) |
| 大阪   | 2013 | サマンサ・ストーサー     | ウージニー・ブシャール       | 3-6, 7-5, 6-2    |
| 大阪   | 2014 | サマンサ・ストーサー     | ザリナ・ディアス             | 7–6(7), 6–3      |
| 東京   | 2015 | ヤニナ・ウィックマイヤー | マグダ・リネッテ             | 4-6, 6–3, 6-3    |
| 東京   | 2016 | クリスティナ・マクヘール | カテリナ・シニアコバ         | 3–6, 6–4, 6–4    |
| 東京   | 2017 | ザリナ・ディアス         | 加藤未唯                     | 6–2, 7–5         |
| 広島   | 2018 | 謝淑薇                   | アマンダ・アニシモバ         | 6–2, 6–2         |
| 広島   | 2019 | 日比野菜緒               | 土居美咲                     | 6–3, 6–2         |
| 大阪   | 2023 | アシュリン・クルーガー   | 朱琳                         | 6–3, 7–6(8–6)    |
| 大阪   | 2024 | スーザン・ラメンス       | キンバリー・ビレル           | 6–0, 6–4         |

### ダブルス
| 開催地 | 年   | 優勝者                                              | 準優勝者                                      | 決勝結果         |
| ------ | ---- | --------------------------------------------------- | --------------------------------------------- | ---------------- |
| 大阪   | 2009 | 荘佳容 リサ・レイモンド                             | シャネル・シェパーズ アビゲイル・スピアーズ   | 6–2, 6–4         |
| 大阪   | 2010 | 張凱貞 リリア・オスターロー                         | 青山修子 藤原里華                             | 6–0, 6–3         |
| 大阪   | 2011 | クルム伊達公子 張帥                                 | バニア・キング ヤロスラワ・シュウェドワ       | 7-5, 3-6, [11-9] |
| 大阪   | 2012 | ラケル・コップス＝ジョーンズ アビゲイル・スピアーズ | クルム伊達公子 ヘザー・ワトソン               | 6–1, 6–4         |
| 大阪   | 2013 | クリスティナ・ムラデノビッチ フラビア・ペンネッタ   | サマンサ・ストーサー 張帥                     | 6-4, 6-3         |
| 大阪   | 2014 | 青山修子 レナタ・ボラコバ                           | ララ・アルアバレナ タチヤナ・マリア           | 6–1, 6–2         |
| 東京   | 2015 | 詹詠然 詹皓晴                                       | 土居美咲 奈良くるみ                           | 6–1, 6–2         |
| 東京   | 2016 | 青山修子 二宮真琴                                   | ジョセリン・レイ アナ・スミス                 | 6–3, 6–3         |
| 東京   | 2017 | 青山修子 楊釗煊                                     | モニク・アダムチャック ストーム・サンダース   | 6–0, 2–6, [10–5] |
| 広島   | 2018 | 穂積絵莉 張帥                                       | 加藤未唯 二宮真琴                             | 6–2, 6–4         |
| 広島   | 2019 | 土居美咲 日比野菜緒                                 | クリスティナ・マクヘール バレリア・サビンキ   | 3–6, 6–4, [10–4] |
| 大阪   | 2023 | アナレナ・フリーツァム ナディア・キチェノク         | アンナ・カリンスカヤ · ユリア・プティンツェワ | 7–6(7–3), 6–3    |
| 大阪   | 2024 | 柴原瑛菜 ラウラ・ジーゲムント                       | クリスティーナ・ブクサ モニカ・ニクレスク     | 3–6, 6–2, [10–2] |

## テレビ中継
本大会は2010年まで毎日放送の製作により、地上波では大阪府ローカルで決勝戦のみを当日に、また衛星放送ではいずれも後日の時差放送でGAORAで準決勝以後をノーカットで、BS-TBSで決勝戦のみを、いずれも録画中継で放送していた。2011年はWOWOWが独占生中継した。
2013年は、後援に読売新聞社が加わることになったため、日テレG+でシングルス準決勝2試合と決勝を録画放送。また、大阪ローカルで讀賣テレビ放送から決勝戦を当日録画で放送された。
2017年は、WOWOWとDAZNが本戦1回戦から決勝戦までを生中継している。